# Płatinum Ariena (Chabarowsk)
Płatinum Ariena (ros. Платинум Арена) – hala widowiskowo-sportowa w Chabarowsku, w Rosji. Została otwarta 30 sierpnia 2003 roku. Może pomieścić 7100 widzów. Swoje spotkania rozgrywają w niej m.in. hokeiści klubu Amur Chabarowsk występującego w rozgrywkach KHL.
Budowa areny rozpoczęła się w marcu 2000 roku, a jej otwarcie miało miejsce 30 sierpnia 2003 roku. Oprócz głównej hali z trybunami na 7100 widzów w budynku znajduje się również druga, treningowa hala. Obiekt położony jest w centrum miasta. Arena przystosowana jest do organizacji zawodów sportowych w wielu dyscyplinach, m.in. hokeju na lodzie, łyżwiarstwie figurowym, siatkówce, koszykówce, gimnastyce czy sportach walki, jak również do goszczenia imprez pozasportowych, w tym koncertów, wystaw i konwencji. W hali swoje spotkania rozgrywają hokeiści klubu Amur Chabarowsk występującego w rozgrywkach KHL oraz młodzieżowa drużyna hokejowa Amurskie Tigry Chabarowsk, uczestnik rozgrywek MHL. Do czasu likwidacji zespołu w 2012 roku, w hali swoje spotkania rozgrywały również siatkarki klubu Samorodok Chabarowsk.